# Hipposideros halophyllus
Hipposideros halophyllus — є одним з видів кажанів родини Hipposideridae.

## Поширення
Країни поширення: Таїланд. Вид вимагає дуже специфічного середовища, а саме печер, які знаходяться під землею з невеликим входом.

## Загрози та охорона
Загрозами є видобуток вапняку, порушення через худобу та вирубки лісів, використання пестицидів біля рисових полів, полювання у деяких частинах ареалу. Крім того, більшість відомих популяцій знаходяться за межами охоронних територій.